# Samès de Commagène
Pour les articles homonymes, voir Samès et Samos (homonymie).
Samos ou Samès de Commagène (en grec Σάμος Θεοσεβής Δίκαιος, Sámos Theosebếs Díkaios) est roi de Commagène vers 130 et 100 av. J.-C.

## Règne
Samès est essentiellement connu par le biais de deux inscriptions en grec faites par son petit-fils Antiochos Ier à la gloire de ses ancêtres sur le site de Nemrut Dağı.
Il apparait dans la première sous le nom de « Basileos Samos Theosebēs Dikaios » et ensuite dans celle de son fils « Mithradates Kallinikos fils du roi Samos ».
La durée de son règne ne peut être fixée avec précision. Le seul élément certain est qu'il était mort en 96 av. J.-C. lors de la première mention relative à son fils Mithridate Ier sur le trône. C'est pour cette raison que Cyrille Toumanoff le fait disparaitre vers 100 av. J.-C..

## Union et postérité
Sur une monnaie, le roi Samos est représenté avec une reine Pythodoris homonyme de Pythodoris de Trallès, la reine du royaume du Pont qui vécut un siècle plus tard. Elle fut peut-être la mère de :
- Mithridate Ier.